# Symphitoneuria digitata
Symphitoneuria digitata là một loài Trichoptera trong họ Leptoceridae. Chúng phân bố ở miền Australasia.